# Water (Tyla-dal)
A Water Tyla dél-afrikai énekes kislemeze, ami 2023. július 28-án jelent meg a Fax és Epic Records kiadókon keresztül, Tyla (2024) című albuma első kislemezeként. A pop és R&B elemeket felhasználó amapiano-dal nemzetközi sikert hozott az énekesnek. A dal remixeit Travis Scott és Marshmello közreműködésével adták ki, 2023. november 17-én.
A Water első helyezett lett többek között Új-Zélandon és az első tíz helyen végzett Ausztráliában, Dániában, Dél-Afrikában az Egyesült Államokban, az Egyesült Királyságban, Hollandiában, Írországban és Svédországban. Az Egyesült Államokban a legfiatalabb dél-afrikai ész első dél-afrikai szólóénekes lett 55 év elteltével (Hugh Masekela, 1968), aki szerepelt a Billboard Hot 100-on. A dal ezek mellett az első helyen volt a Rolling Stone által összeállított afropop dalokat gyűjtő listán 2023 végén, illetve Grammy-díjat nyert a Legjobb afrikai zenei teljesítményért. A 2024-es Brit Awards díjátadón jelölték a legjobb nemzetközi dal díjra.

## Háttér és népszerűsítés
A Waterön Sammy Soso brit producer dolgozott Tylával. A munkálatokat Londonban kezdték meg és Los Angelesben fejezték be, mielőtt elküldték volna atlantai dalszerzőknek a számot, akik felvettek egy demót. Tylának nagyon megtetszett a dal hangszerelése és Fokvárosban fel is vette a számot. Azt nyilatkozta az Interview-nak, hogy a kislemez befejezése után biztos volt benne, hogy az sikeres lesz, beismerve, hogy volt egy álma, amiben azt látta, ahogy „a dal streamelési számai emelkednek Spotifyon.” A szám megjelenése előtt az énekes elkezdte előadni a Watert Chris Brown turnéján, hogy elkezdje népszerűsíteni rajongóinak. A dal egy részletét megosztotta TikTokon 2023. július 8-án, egy tánccal együtt, amit Lee-ché Janecke koreografált, a pretoriai bacardi táncstílus által inspirálva. A koreográfiát eredetileg egy másik dalhoz tervezték használni, ami jobban illett volna stílusát tekintve, de Tyla biztos volt benne, hogy működött volna a Waterrel is.
Egy újabb részletet 2023. július 16-án osztott meg az énekes, a dal megjelenési dátumával együtt. Július 21-én bemutatta a kislemezt egy interjú közben a Spotify Mic Check podcastján, illetve szerepelt a platform Radar elnevezésű programján is. A borítót július 25-én osztotta meg közösségi média oldalain, a dal három nappal későbbi kiadása előtt. 2023 augusztusában kezdett el elterjedni a Water TikTokon, miután Tyla tánca egyik koncertjén 4,3 millió kedvelést szerzett. Szeptember közepére a dal elkezdett egyre több hallgatással rendelkezni Spotifyon és egyre több videóban szerepelt. Az Egyesült Államokban október 3-án került kortárs ritmikus rádiók műsorára, majd október 24-én kortárs slágerrádiók is elkezdték játszani. Európában is ebben a hónapban került rádióműsorra. Eredetileg az énekes debütáló középlemezén szerepelt volna, de végül a Tyla (2024) album első kislemeze lett. 2023. november 17-én a Water két remixét is kiadták, Travis Scott és Marshmello közreműködésével.

## Elismerések

### Díjak és jelölések
| Díjátadó                 | Év   | Kategória                          | Eredmény | For.   |
| ------------------------ | ---- | ---------------------------------- | -------- | ------ |
| Brit Awards              | 2024 | Nemzetközi dal                     | Jelölve  | [ 22 ] |
| Grammy-díj               | 2024 | Legjobb afrikai zenei teljesítmény | Elnyerte | [ 23 ] |
| iHeartRadio Music Awards | 2024 | Legjobb dalszöveg                  | Jelölve  | [ 24 ] |
| iHeartRadio Music Awards | 2024 | Az év TikTok-dala                  | Jelölve  | [ 24 ] |
| Metro FM Music Awards    | 2024 | Az év dala                         | Függőben | [ 25 ] |
| Metro FM Music Awards    | 2024 | Legjobb videóklip                  | Függőben | [ 25 ] |
| Metro FM Music Awards    | 2024 | Legjobb kihívás                    | Függőben | [ 25 ] |
| Metro FM Music Awards    | 2024 | Legjobb R&B                        | Függőben | [ 25 ] |

### Ranglisták
| Magazin                | Lista                             | Helyezés | For.   |
| ---------------------- | --------------------------------- | -------- | ------ |
| BBC                    | 2023 legjobb dalai                | 10       | [ 26 ] |
| Billboard              | 2023 száz legjobb dala            | 18       | [ 27 ] |
| Crack                  | Az év 25 legjobb dala             | 25       | [ 28 ] |
| The Hollywood Reporter | 2023 tíz legjobb dala             | 10       | [ 29 ] |
| Los Angeles Times      | 2023 száz legjobb dala            | 32       | [ 30 ] |
| NPR                    | 2023 123 legjobb dala             | N/A      | [ 31 ] |
| Rolling Stone          | 2023 száz legjobb dala            | 68       | [ 32 ] |
| Rolling Stone          | 2023 negyven legjobb afropop dala | 1        | [ 33 ] |
| Variety                | 2023 legjobb dalai                | N/A      | [ 34 ] |

## Közreműködők
- Tyla – éneklés, dalszerző, háttérénekes
- Sammy Soso – producer, programozás, hangszerelés, basszus, dalszerző, háttérénekes, vokálproducer
- Olmo Zucca – guitar, sound design, co-producer, hangszerelés
- Ari PenSmith – dalszerző, háttérénekes
- Rayo – co-producer, programozás,  háttérénekes
- Corey Marlon Lindsay-Keay – dalszerző, háttérénekes, vokálproducer
- Tricky Stewart – dalszerző
- Mocha Bands – dalszerző, háttérénekes
- Richard Ledesma – hangmérnök
- Ebenezer Maxwell  – hangmérnök
- Jack LoMastro – billentyűk, basszus, hangszerelés, co-producer
- Leandro Hidalgo – keverés
- Colin Leonard – maszterelés

## Slágerlista
| Slágerlista (2023–2024)                  | Legmagasabb pozíció |
| ---------------------------------------- | ------------------- |
| Ausztrália (ARIA)                        | 6                   |
| Ausztria (Ö3 Austria Top 40)             | 46                  |
| Belgium (Ultratop 50 Flanders)           | 30                  |
| Belgium (Ultratop 50 Wallonia)           | 12                  |
| Brazília (Brasil Hot 100)                | 59                  |
| Bulgária (PROPHON)                       | 2                   |
| Dánia (Tracklisten)                      | 10                  |
| Dél-Afrika (TOSAC)                       | 5                   |
| Dél-Afrika (TOSAC Airplay)               | 1                   |
| Egyesült Arab Emírségek (IFPI)           | 1                   |
| Egyesült Királyság (UK Singles Chart)    | 4                   |
| Egyesült Királyság (OCC UK Afrobeats)    | 1                   |
| Egyesült Királyság (UK R&B Chart)        | 1                   |
| Franciaország (SNEP)                     | 22                  |
| Fülöp-szigetek (Billboard)               | 4                   |
| Global 200 (Billboard)                   | 6                   |
| Görögország (IFPI)                       | 5                   |
| Hollandia (Top 40)                       | 26                  |
| Hollandia (Single Top 100)               | 6                   |
| Horvátország (HRT)                       | 26                  |
| Izland (Plötutíðindi)                    | 14                  |
| Írország (IRMA)                          | 6                   |
| Japán (Billboard Japan Hot Overseas)     | 9                   |
| Kanada (Canadian Hot 100)                | 15                  |
| Közel-Kelet és Észak-Afrika (IFPI)       | 11                  |
| Lengyelország (Polish Airplay Top 100)   | 22                  |
| Lengyelország (Polish Streaming Top 100) | 83                  |
| Lettország (LAIPA)                       | 14                  |
| Lettország (LAIPA Airplay)               | 3                   |
| Litvánia (AGATA)                         | 14                  |
| Luxembourg (Billboard)                   | 6                   |
| Magyarország (Editors’ Choice Top 40)    | 7                   |
| Németország (Media Control Charts)       | 25                  |
| Nigéria (TurnTable Top 100)              | 13                  |
| Norvégia (VG-lista)                      | 14                  |
| Panama (PRODUCE)                         | 24                  |
| Portugália (AFP Top 100 Singles)         | 9                   |
| Románia (UPFR)                           | 1                   |
| Suriname (Nationale Top 40)              | 1                   |
| Svájc (Schweizer Hitparade)              | 11                  |
| Svédország (Sverigetopplistan)           | 10                  |
| Szingapúr (RIAS)                         | 14                  |
| Szlovákia (Rádio Top 100)                | 24                  |
| Szlovákia (Singles Digitál Top 100)      | 57                  |
| US Billboard Hot 100                     | 7                   |
| US Adult Pop Airplay (Billboard)         | 18                  |
| US Afrobeats Songs (Billboard)           | 1                   |
| US Hot R&B/Hip-Hop Songs (Billboard)     | 4                   |
| US Mainstream Top 40 (Billboard)         | 6                   |
| US Rhythmic (Billboard)                  | 1                   |
| US World Digital Song Sales (Billboard)  | 1                   |
| Új-Zéland (Recorded Music NZ)            | 1                   |
| Venezuela (Record Report)                | 36                  |

| Slágerlista (2023)             | Legmagasabb pozíció |
| ------------------------------ | ------------------- |
| Új-Zéland (RMNZ Hot Singles)   | 6                   |
| Svédország (Sverigetopplistan) | 75                  |

| Slágerlista (2023)          | Pozíció |
| --------------------------- | ------- |
| Hollandia (Single Top 100)  | 82      |
| Svájc (Schweizer Hitparade) | 95      |

## Minősítések
| Régió | Minősítés       | Eladott példányszám |
| --- | --------------- | ------------------- |
| Ausztrália (ARIA) | 2× Platinalemez | 140 000‡            |
| Belgium (BEA) | Platinalemez    | 40 000‡             |
| Brazília (Pro-Música Brasil)                                                                                            | 3× Platinalemez | 120 000‡            |
| Dánia (IFPI Danmark) | Aranylemez      | 45 000‡             |
| Egyesült Államok (RIAA)                                                                                                 | 2× Platinalemez | 2 000 000‡          |
| Egyesült Királyság (BPI)                                                                                                | Platinalemez    | 600 000‡            |
| Franciaország (SNEP) | Aranylemez      | 100 000‡            |
| Kanada (Music Canada)                                                                                                   | Platinalemez    | 80 000‡             |
| Lengyelország (ZPAV) | Aranylemez      | 25 000‡             |
| Portugália (AFP) | Platinalemez    | 10 000‡             |
| Svájc (IFPI Switzerland)                                                                                                | Platinalemez    | 20 000‡             |
| Új-Zéland (RMNZ) | 2× Platinalemez | 60 000‡             |
| Streaming |                 |                     |
| Görögország (IFPI Greece)                                                                                               | Platinalemez    | 2 000 000†          |
| Svédország (GLF) | Aranylemez      | 4 000 000†          |
| ‡ Eladási+streaming példányszámok kizárólag a minősítés alapján. † Csak streaming számok kizárólag a minősítés alapján. |                 |                     |

## Kiadások
| Régió              | Dátum             | Formátum(ok)                 | Kiadó         | For.    |
| ------------------ | ----------------- | ---------------------------- | ------------- | ------- |
| Világszerte        | 2023. július 28.  | digitális letöltés streaming | Fax Epic      | [ 106 ] |
| Egyesült Királyság | 2023. július 28.  | digitális letöltés streaming | Since ’93 RCA | [ 107 ] |
| Egyesült Államok   | 2023. október 3.  | kortárs ritmikus             | Fax Epic      | [ 17 ]  |
| Olaszország        | 2023. október 13. | kortárs slágerrádió          | Fax Epic      | [ 19 ]  |
| Egyesült Államok   | 2023. október 24. | kortárs slágerrádió          | Fax Epic      | [ 18 ]  |

## Fordítás
Ez a szócikk részben vagy egészben  a   Water (Tyla song) című angol Wikipédia-szócikk ezen változatának fordításán alapul.  Az eredeti cikk szerkesztőit annak laptörténete sorolja fel. Ez a jelzés csupán a megfogalmazás eredetét és a szerzői jogokat jelzi, nem szolgál a cikkben szereplő információk forrásmegjelöléseként.